# Поату-Шарант
Поату-Шарант е един от регионите на Франция до 2016 година, когато е присъединен към новия регион Аквитания-Лимузен-Поату-Шарант.
Населението му е 1 722 000 жители (към 1 януари 2007 г.), а площта 25 809 кв. км. Гъстотата на населението е 66,70 жители на кв. км. Град Поатие е административен център на региона. Поату-Шарант е съставен от 4 департамента.